# Amanda Langlet
Amanda Langlet (1967) è un'attrice francese.
È nota principalmente per essere stata la protagonista di due film diretti da Éric Rohmer, Pauline alla spiaggia e Un ragazzo, tre ragazze.

## Carriera
La sua prima apparizione importante da attrice la ha nella miniserie televisiva Les 400 Coups de Virginie diretta da Bernard Queysanne. Esordisce sul grande schermo nel 1982 recitando per Rohmer in Pauline alla spiaggia in cui interpreta un'adolescente alle prese con i primi amori. Negli anni successivi recita in alcuni film di minor successo quali Elsa, Elsa di Didier Haudepin, Rosette cherche une chambre e Sanguine. Per ottenere un'altra parte importante deve aspettare fino al 1996, quando, diretta nuovamente da Rohmer, ha modo di farsi apprezzare al Festival di Berlino nel film Un ragazzo, tre ragazze. In seguito appare in due film di Michel Deville, La Divine Poursuite (1997) e La maladie de Sachs. Nel 2004 recita per la terza volta in un film di Rohmer, Triple Agent - Agente speciale. Quella che risulta essere finora la sua ultima apparizione avviene nel 2008 nel film Les inséparables.